# Lemonias stalachtioides
Lemonias stalachtioides is een vlindersoort uit de familie van de prachtvlinders (Riodinidae), onderfamilie Riodininae.
Lemonias stalachtioides werd in 1867 beschreven door Butler.